# Іздебно-Косьцельне
Іздебно-Косьцельне (пол. Izdebno Kościelne) — село в Польщі, у гміні Гродзиськ-Мазовецький Ґродзиського повіту Мазовецького воєводства.
Населення — 406 осіб (2011).
У 1975-1998 роках село належало до Варшавського воєводства.

## Демографія
Демографічна структура станом на 31 березня 2011 року:
|          | Загалом | Допрацездатний вік | Працездатний вік | Постпрацездатний вік |
| -------- | ------- | ------------------ | ---------------- | -------------------- |
| Чоловіки | 195     | 37                 | 144              | 14                   |
| Жінки    | 211     | 35                 | 120              | 56                   |
| Разом    | 406     | 72                 | 264              | 70                   |